# Adil Saasaa
Adil Saasaa, né le 10 décembre 1981 à El Jadida, est un footballeur marocain qui évoluait au poste de défenseur au Difaâ d'El Jadida.

## Palmarès
Avec le Difaâ d'El Jadida
- Coupe du Trône
  - Vainqueur en 2013